# تحدي القراءة العربي
تحدي القراءة العربي إحدى مبادرات محمد بن راشد آل مكتوم العالمية والذي أطلقها الشيخ محمد بن راشد آل مكتوم، نائب رئيس دولة الإمارات العربية المتحدة رئيس مجلس الوزراء حاكم دبي في عام 2015  لرفع الوعي بأهمية اللغة العربية وإعادة إحياء عادة القراءة لدى الطلبة العرب وتكريسها أسلوب حياة وخلق أجيال مثقفة. تحدي القراءة العربي مبادرة عربية لتشجيع القراءة في العالم العربي من خلال التزام كل طالب وطالبة بقراءة خمسين كتاباً خلال كل عام دراسي.

## شروط المسابقة وكيفية الاشتراك
تضم المنافسة التي تقوم على مرتكز القراءة باللغة العربية، جميع طلبة مدارس العالم العربي المشاركة من الصف الأول الابتدائي وحتى الصف الثاني عشر (الثالث الثانوي)، وتبدأ من شهر سبتمبر كل عام حتى نهاية شهر مارس / آذار من العام التالي، وخلال هذه المدة يقوم الطلاب بقراءة الكتب في خمس مراحل تتضمن كل مرحلة منها قراءة عشرة كتب وتلخيصها في جوازات التحدي وهي عبارة عن خمسة ألوان الأزرق، والأحمر، والأخضر، الفضي ثم الذهبي
- وبعد الانتهاء من القراءة والتلخيص، ينتقل الطلاب إلى مراحل التصفيات وفق معايير معتمدة، وتتم على مستوى المدارس ويتم اختيار (12) طالبا لتمثيل الإدارة في التصفيات على مستوى المناطق التعليمية ثم يتم اختيار 12 طالبا لتمثيل المنطقة التعليمية في التصفيات على مستوى الدول العربية، وأخيراً يتم اختيار (10) طلاب للسفر إلى دبي والطالب صاحب المركز الأول يمثل الدولة في التصفيات النهائية والتي تقام في دبي في شهر أكتوبر من كل عام.

## الغاية من التحدي

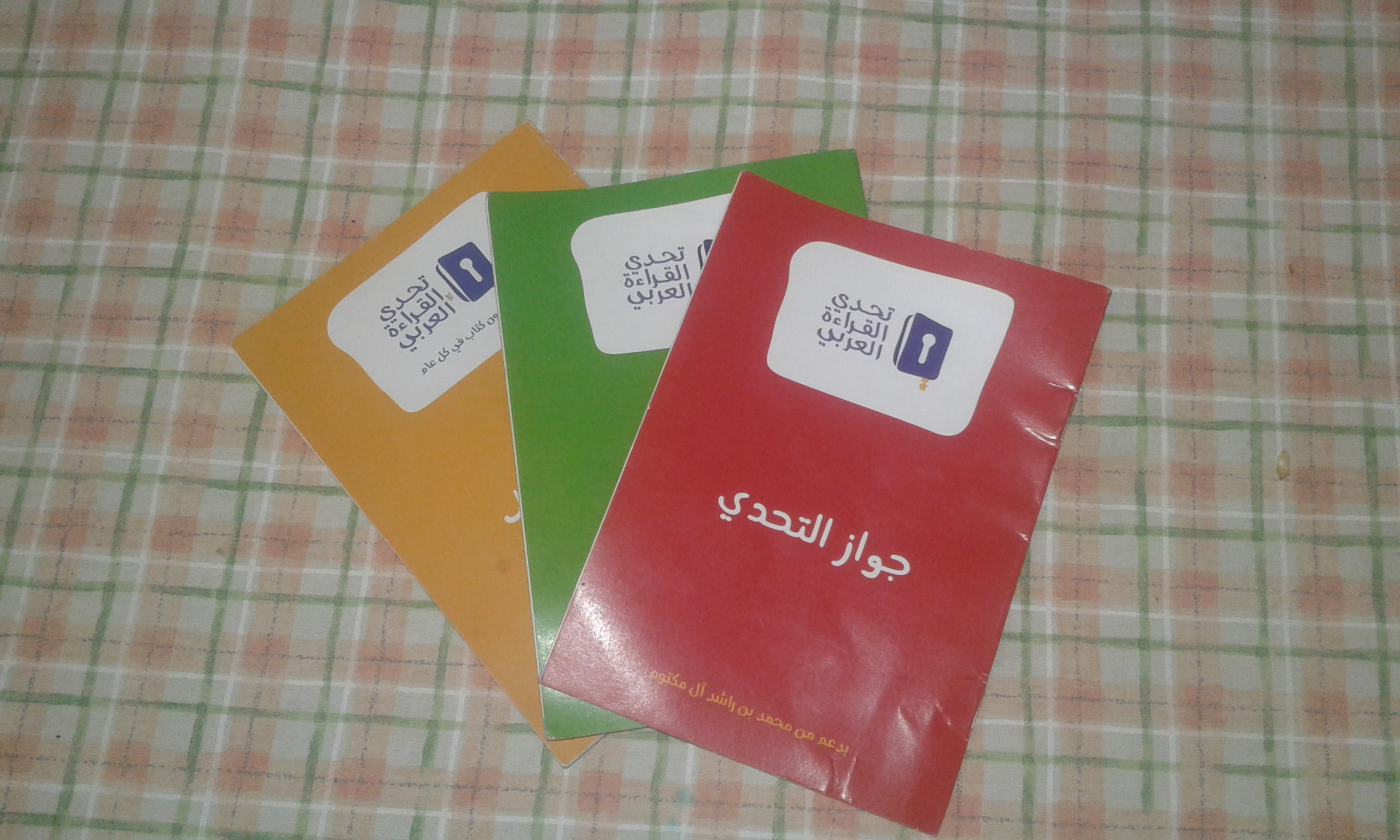
جوازات تحدي القراءة العربي

يسعى تحدي القراءة العربي إلى غرس حب القراءة في نفوس الأطفال والشباب في الوطن العربي، وتمكين القراءة في نفوسهم لتصبح عادة متأصلة في حياتهم، لا مجرد هواية تمارس وقت الفراغ مما يحفز ملكة الفضول ورغبة المعرفة لديهم. بالإضافة إلى أنّ القراءة تدفع الطلاب إلى تنمية مهاراتهم التحليلية والنقدية والتعبيرية، وتعزز قيماً أخلاقية عديدة لديهم كالتسامح والانفتاح الفكري والثقافي، وذلك يتم عبر القراءة التي تعرّفهم بأفكار الكتاب والمفكرين والفلاسفة المتنوعة واعتقاداتهم المختلفة وتجاربهم الغنية والواسعة.
كما يصبو تحدي القراءة العربي إلى توحيد الميادين التعليمية والأسرية في العالم العربي، جنباً إلى جنب من أجل تحقيق هذه الغاية التي تسعى إلى تغيير واقع القراءة العربي وغرس حبها في الأجيال من الأطفال والشباب.

### أهداف التحدي
- رفع الوعي بمدى أهمية القراءة لدى طلبة الوطن العربي.
- تنمية مهارات اللغة العربية وتحسينها لتمكين الطلاب من التعبير بلغتهم بفصاحة وطلاقة.
- تنمية مهارات التحليل والتفكير النقدي.
- دعم القراءة وتغيير واقعها المزري في العالم العربي.
- إبراز جيل جديد متفوق في مجال الاطلاع والقراءة وشغف المعرفة.
- تشجيع القراءة بشكل مستدام ومنتظم عبر نظام متكامل من المتابعة للطلاب طيلة العام الأكاديمي.
- تعزيز الحس الوطني والعروبة والشعور بالانتماء إلى أمة واحدة.[6]

## جوائز المسابقة
| اسم الجائزة        | المركز الأول   | المركز الثاني | المركز الثالث |
| ------------------ | -------------- | ------------- | ------------- |
| أبطال التحدي       | 500,000 درهم   | 100,000 درهم  | 70,000 درهم   |
| المدارس المتميزة   | 1,000,000 درهم | 500,000 درهم  | 300,000 درهم  |
| المشرفون المتميزون | 300,000 درهم   | 100,000 درهم  | 50,000 درهم   |
| أبطال الجاليات     | 100,000 درهم   | 70,000 درهم   | 30,000 درهم   |

بالإضافة للعديد من الجوائز التكريمية والتشجيعية للطلاب والمشرفون المتميزون التي تصل قيمتها 11 مليون درهم إماراتي

## الفائزون بالجائزة

### الموسم الأول (2015-2016)
أقيم الحفل الختامي وإعلان النتائج في يوم الاثنين 24 أكتوبر 2016 
| فئة الجائزة      | المركز الأول                  | المركز الثاني  | المركز الثالث        |
| ---------------- | ----------------------------- | -------------- | -------------------- |
| أبطال التحدي     | محمد عبدالله فرح جلود الجزائر | رؤى حمّو الأردن | ولاء البقالي البحرين |
| المدارس المتميزة | طلائع الأمل الثانوية فلسطين   |                |                      |

### الموسم الثاني (2016-2017)
أقيم الحفل الختامي وإعلان النتائج في يوم 18 أكتوبر 2017 
| فئة الجائزة        | المركز الأول                       | المركز الثاني               | المركز الثالث                                   |
| ------------------ | ---------------------------------- | --------------------------- | ----------------------------------------------- |
| أبطال التحدي       | عفاف رائد شريف فلسطين              | شريف مصطفى مصر              | حفصة الظنحاني الإمارات العربية المتحدة          |
| المدارس المتميزة   | مدارس الإيمان – قسم البنات البحرين | مدارس الحصاد التربوي الأردن | مدارس الإمارات الوطنية الإمارات العربية المتحدة |
| المشرفون المتميزون | د. حورية الظل المغرب               |                             |                                                 |

### الموسم الثالث (2017-2018)
أقيم الحفل الختامي وإعلان النتائج في يوم الثلاثاء 30 أكتوبر 2018 
| فئة الجائزة        | المركز الأول                     | المركز الثاني | المركز الثالث |
| ------------------ | -------------------------------- | ------------- | ------------- |
| أبطال التحدي       | مريم لحسن أمجون (9 سنوات) المغرب |               |               |
| المدارس المتميزة   | مدارس الإخلاص الكويت             |               |               |
| المشرفون المتميزون | عائشة الطويرقي السعودية          |               |               |
| أبطال الجاليات     | تسنيم عيدي فرنسا                 |               |               |

### الموسم الرابع (2018-2019)
أقيم الحفل الختامي وإعلان النتائج في يوم الأربعاء 13 نوفمبر 2019
| فئة الجائزة        | المركز الأول                       | المركز الثاني | المركز الثالث |
| ------------------ | ---------------------------------- | ------------- | ------------- |
| أبطال التحدي       | هديل أنور الزبير عبدالرحمن السودان |               |               |
| المدارس المتميزة   | مدرسة الإمام النووي السعودية       |               |               |
| المشرفون المتميزون | أميرة نجيب مصر                     |               |               |
| أبطال الجاليات     | محمود بلال السويد                  |               |               |

### الموسم الخامس (2019-2020)
أقيم الحفل الختامي الافتراضي بسبب جائحة كورونا في يوم 20 سبتمبر 2021 
| فئة الجائزة        | المركز الأول                         | المركز الثاني           | المركز الثالث              |
| ------------------ | ------------------------------------ | ----------------------- | -------------------------- |
| أبطال التحدي       | عبدالله محمد مراد أبو خلف الأردن     | سارة الضعيف المغرب      | شهد ضياء آل قيصوم السعودية |
| المدارس المتميزة   | مدرسة الغريب للتعليم الأساسي مصر     | الحصاد التربوي الأردن   | الأنجال الأهلية السعودية   |
| المشرفون المتميزون | موزة الغناة الإمارات العربية المتحدة | أسماء صقر تونس          | خالد البكيري المغرب        |
| أبطال الجاليات     | ألكسندر فوروس إيطاليا                | أفنان عبد الغني ماليزيا | فرح الأيوبي هولندا         |

### الموسم السادس (2022)
أقيم الحفل الختامي وإعلان النتائج في يوم 10 نوفمبر 2022
| فئة الجائزة        | المركز الأول                    | المركز الثاني                                 | المركز الثالث              |
| ------------------ | ------------------------------- | --------------------------------------------- | -------------------------- |
| أبطال التحدي       | شام محمد البكور (7 سنوات) سوريا | آدم القاسمي تونس                              | راشد الخطيب الأردن         |
| المدارس المتميزة   | مدرسة المختار جازوليت المغرب    | متوسطة وثانوية مدارس التربية الأهلية السعودية | مدرسة العهد الزاهر البحرين |
| المشرفون المتميزون | نور الجبور الأردن               | عبدالرحمن الحارثي السعودية                    | حنين العبد الله سوريا      |
| أبطال الجاليات     | ندى السطري بلجيكا               | مروة البكري إسبانيا                           | ناديا البهنسي النمسا       |